# Occult
Gli Occult sono stati un gruppo thrash metal/black metal originario dei Paesi Bassi, formatosi nel 1992 e scioltosi nel 2004, con il cambio del nome in Legion of the Damned. Il gruppo trattava tematiche che vanno dall'horror alla religione, e dall'occultismo ad eventi apocalittici.

## Storia del gruppo
Il gruppo, seppur con un discreto successo data la nuova dimensione a cui aveva portato il thrash metal europeo, raggiunge un punto di non ritorno al momento dell'abbandono di Rachel Heyzer e l'avvento di alcuni problemi con l'etichetta Karmageddon Media; tutto ciò porta allo scioglimento della band, costringendo i componenti rimasti ad attuare un repentino cambio di label e del nome in Legion of the Damned.
Il 21 maggio 2011 il bassista Twan Fleuren, presente nel gruppo dal 1999 sino allo scioglimento, si è tolto la vita.

## Formazione

### Ultima formazione
- Erik Fleuren - batteria
- Maurice "Sephiroth" Swinkels - voce
- Richard Ebisch - chitarra
- Twan Fleuren - basso

### Ex componenti
- Sjors Tuithof - basso
- Leon Pennings - chitarra
- Rachel Van Mastrigt-Heyzer - voce

## Discografia
Album in studio
- 1994 - Prepare to Meet Thy Doom
- 1996 - The Enemy Within
- 1999 - Of Flesh and Blood
- 2002 - Rage to Revenge
- 2003 - Elegy for the Weak

Demo
- 1992 - Livedemo
- 1993 - Studiodemo 1993
- 1993 - Livedemo II
- 1997 - Promo '97
- 1998 - Promo '98

Singoli
- 2001 - Violence & Hatred

DVD
- 2003 - To Be Thrashed by Occult